# Reprezentacja Peru w piłce wodnej mężczyzn
Reprezentacja Peru w piłce wodnej mężczyzn – zespół, biorący udział w imieniu Peru w meczach i sportowych imprezach międzynarodowych w piłce wodnej, powoływany przez selekcjonera, w którym mogą występować wyłącznie zawodnicy posiadający peruwiańskie obywatelstwo. Za jej funkcjonowanie odpowiedzialny jest Peruwiański Związek Pływacki (FDPN), który jest członkiem Międzynarodowej Federacji Pływackiej.

## Historia
W 1938 reprezentacja Peru rozegrała swój pierwszy oficjalny mecz na Mistrzostwach Ameryki Południowej.

## Udział w turniejach międzynarodowych

### Igrzyska olimpijskie
Reprezentacja Peru żadnego razu nie występowała na Igrzyskach Olimpijskich.

### Mistrzostwa świata
Dotychczas reprezentacji Peru żadnego razu nie udało się awansować do finałów MŚ.

### Puchar świata
Peru żadnego razu nie uczestniczyła w finałach Pucharu świata.

### Igrzyska panamerykańskie
Peruwiańskiej drużynie 4 razy udało się zakwalifikować na Igrzyska panamerykańskie.